# Représentations diplomatiques en Biélorussie

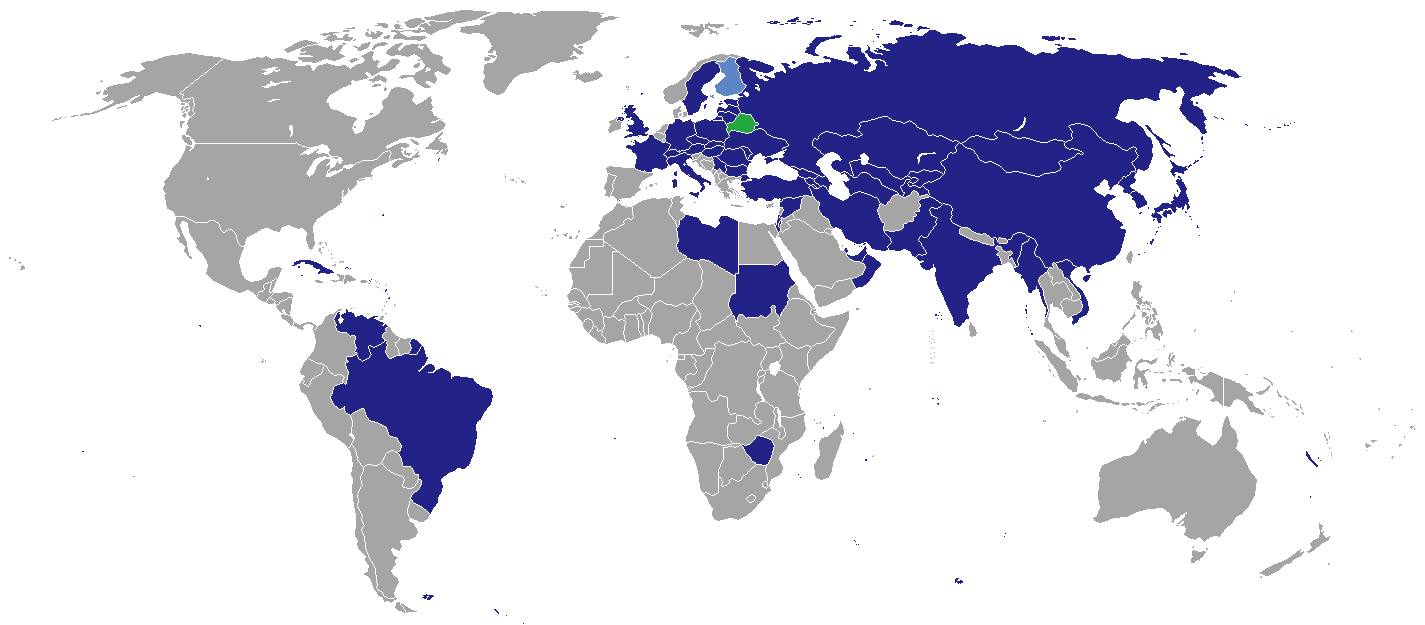
Représentations diplomatiques en Biélorussie

Cette page répertorie les représentations diplomatiques résidant et accréditées en Biélorussie. La capitale Minsk abrite 50 ambassades.

## Ambassades

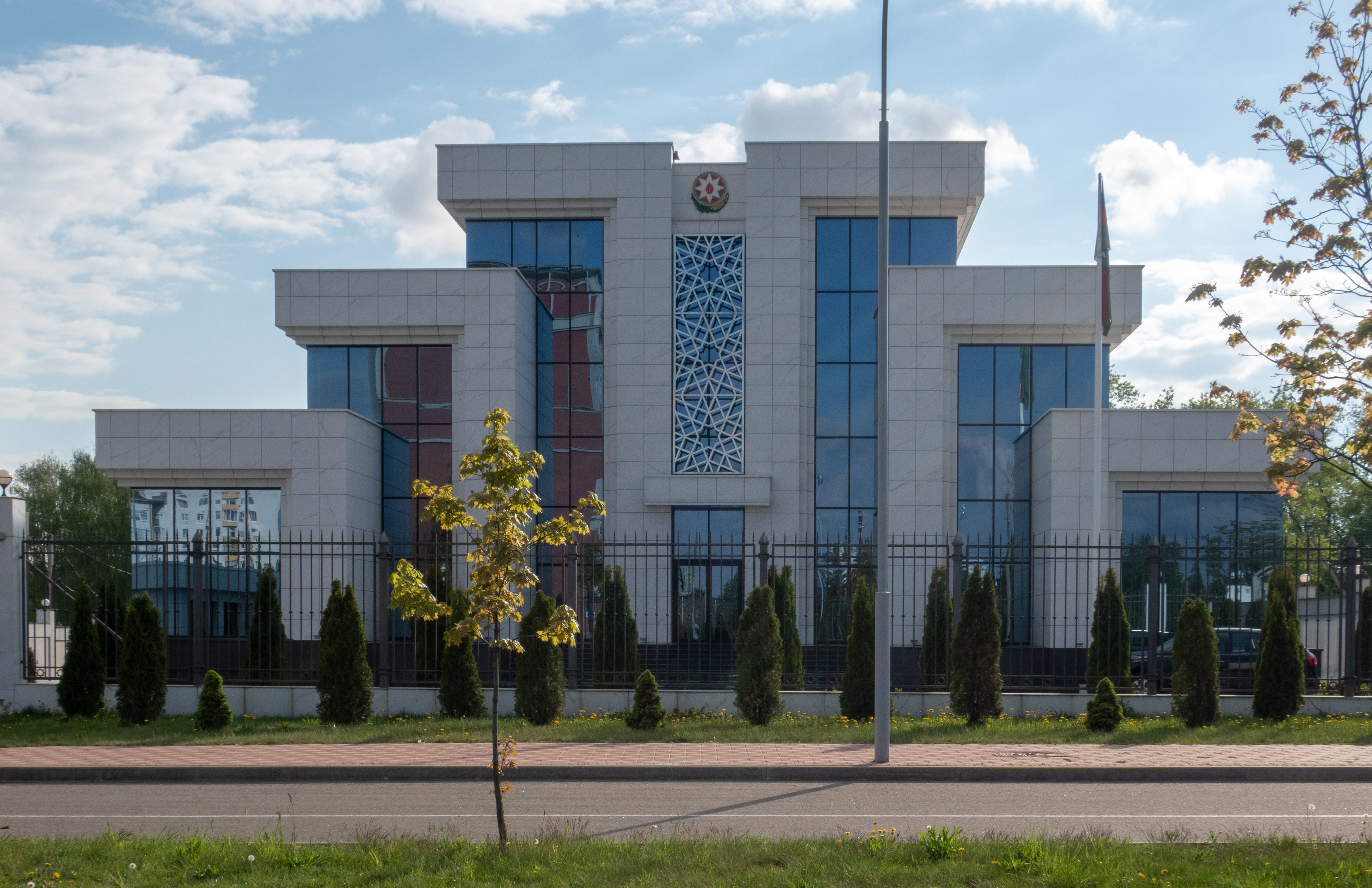
Ambassade d'Azerbaïdjan à Minsk

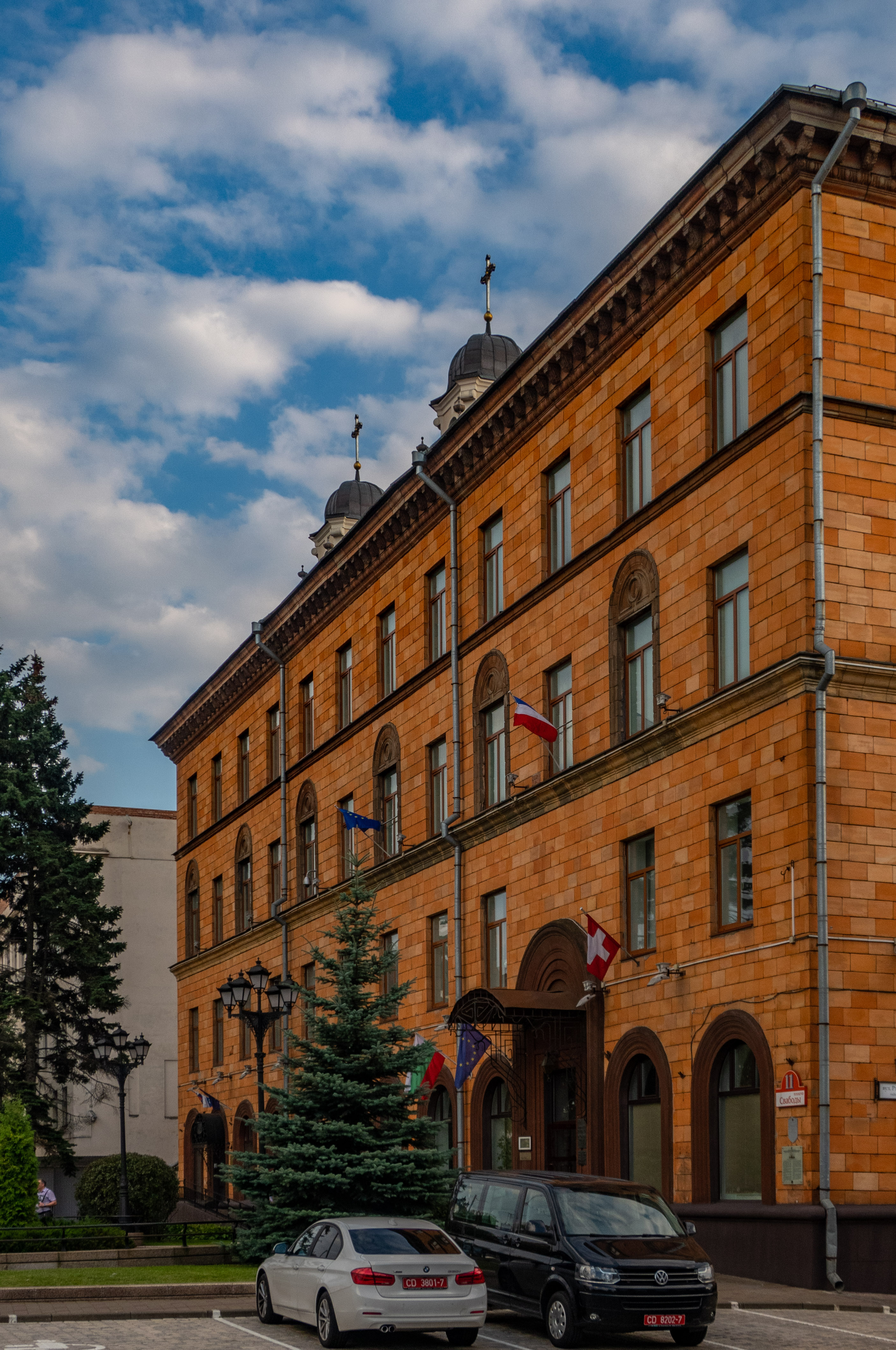
Ambassades de Bulgarie, de France et de Suisse à Minsk

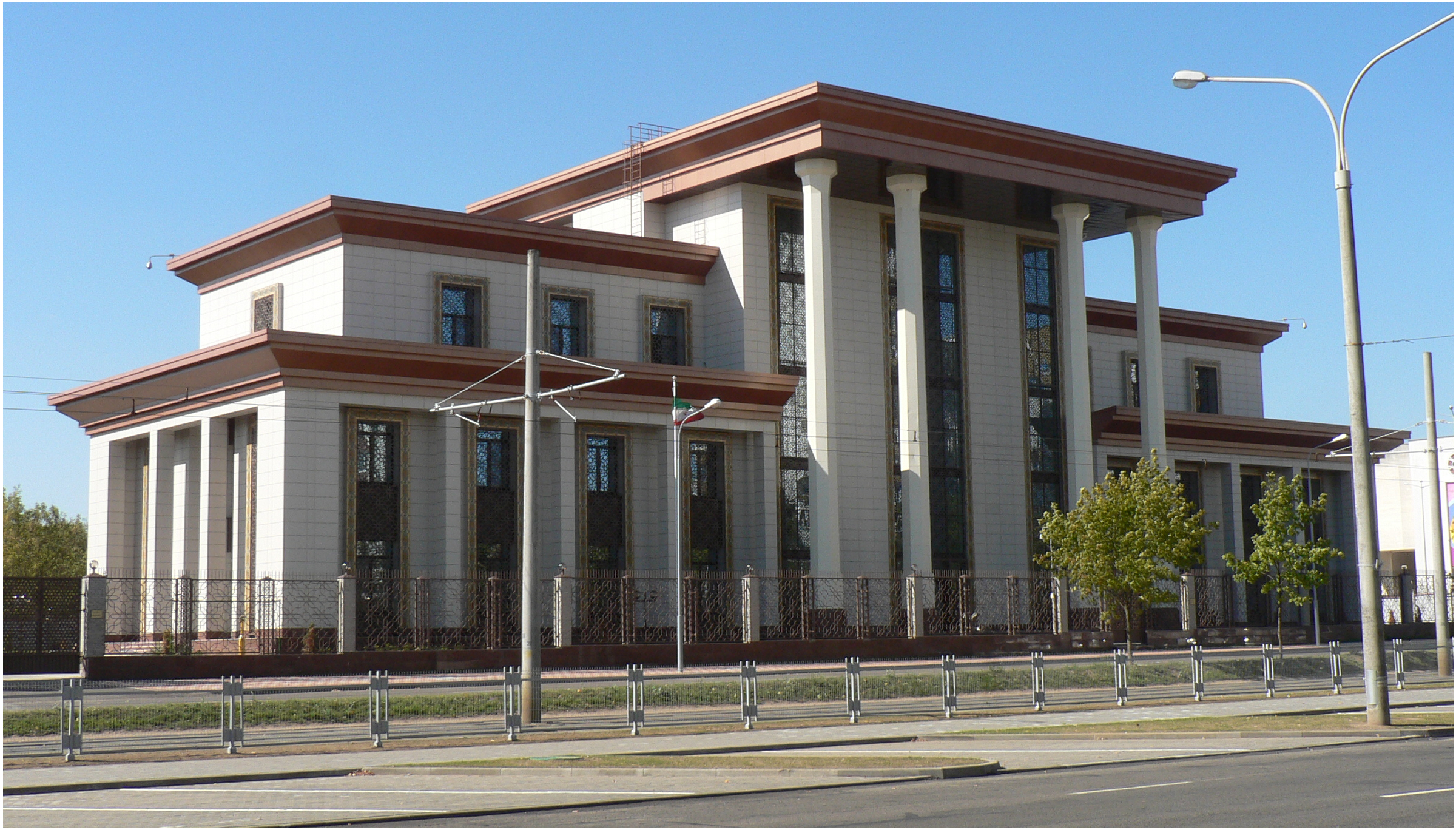
Ambassade d'Iran à Minsk

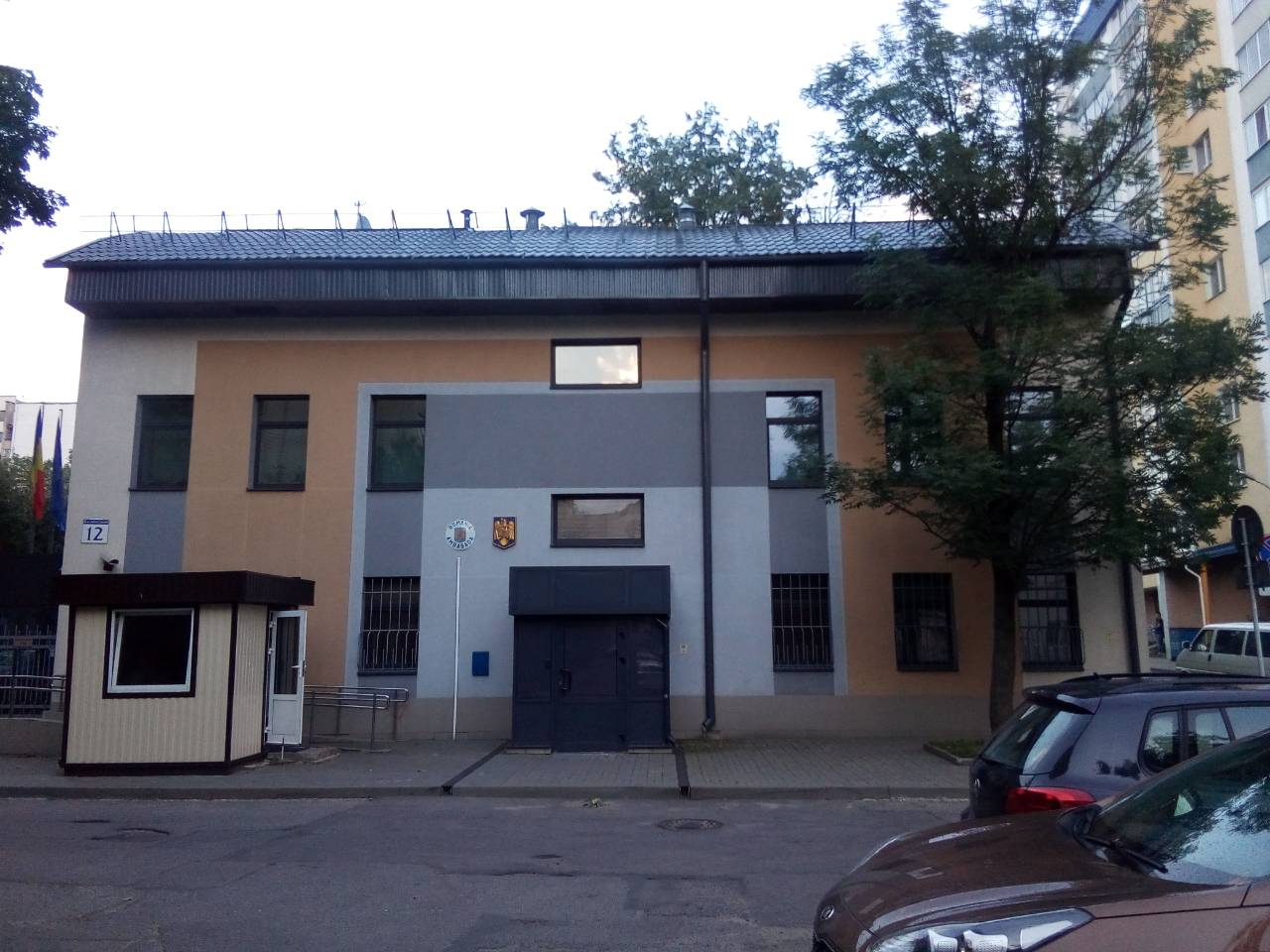
Ambassade de Roumanie à Minsk

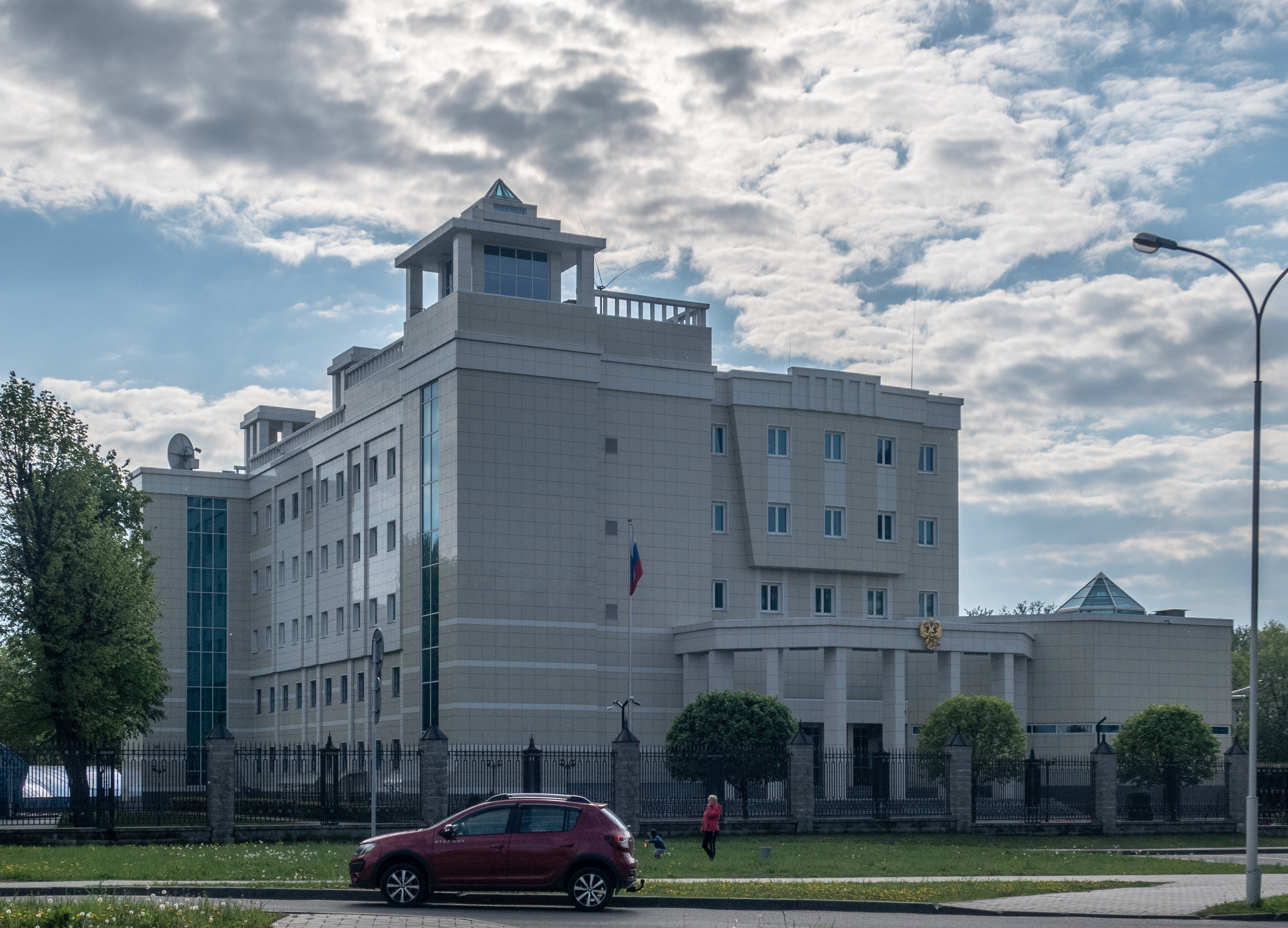
Ambassade de Russie à Minsk

Minsk
| - Allemagne - Arménie - Palestine - Autriche - Azerbaïdjan - Brésil - Bulgarie - Chine - Corée du Nord - Corée du Sud - Cuba - Émirats arabes unis - Estonie - France - Géorgie - Hongrie - Inde - Iran - Israël - Italie - Japon - Kazakhstan - Kirghizistan - Lettonie | - Libye - Lituanie - Moldavie Ordre de Malte - Ouzbékistan - Pakistan - Pologne - Qatar - Tchéquie - Roumanie - Royaume-Uni - Russie - Serbie - Slovaquie - Soudan - Suède - Suisse - Syrie - Tadjikistan - Turkménistan - Turquie - Ukraine - Vatican - Venezuela - Viêt Nam |

## Missions et bureaux
- Afrique du Sud (Bureau)[1]
- Finlande (Bureau de liaison)
- Pays-Bas (Bureau)
- Union européenne

## Consulats généraux et consulats
Brest
- Kazakhstan
- Pologne
- Russie
- Ukraine

Hrodna
- Lituanie
- Pologne

Minsk
- Mongolie

Vitebsk
- Lettonie (Consulat)

## Ambassades accréditées
Résident à Moscou, sauf indication contraire
| - Afghanistan - Afrique du Sud - Albanie - Algérie - Angola - Arabie saoudite - Argentine - Australie - Bangladesh - Belgique - Bénin - Birmanie - Bosnie-Herzégovine - Brunei - Canada (Varsovie) - Chile - Chypre - Colombie - Croatie - Danemark - Égypte - Espagne - Finlande (Vilnius) - Grèce | - Indonésie - Irlande (Vilnius) - Koweït - Liban - Macédoine du Nord - Malaisie - Malte (Warsaw) - Mexique - Mongolie - Monténégro - Népal - Nicaragua - Norvège (Kiev) - Nouvelle-Zélande - Paraguay - Pérou - Philippines - Portugal - Slovénie - Sri Lanka - Tanzanie - Thaïlande - Tunisie - Uruguay (Varsovie) |